# Matej Fras
Matej Fras, slovenski nogometaš, * 3. oktober 1976.
Fras je nekdanji profesionalni nogometaš, ki je igral na položaju vezista. Celotno kariero je igral za slovenske klube Muro, Beltince, Triglav Bakovci in Križevce. Skupno je v prvi slovenski ligi odigral 35 tekem in dosegel dva gola, v drugi slovenski ligi pa 53 tekem in 17 golov. Z Muro je osvojil slovenski pokal leta 1995.